# 现代汉语规范词典
《现代汉语规范词典》是一本现代汉语辞书，2004年由外语教学与研究出版社和语文出版社联合出版，2010年、2014年、2022年再版。

## 第1版编写组
- 首席顾问：吕叔湘、李荣、许嘉璐
- 顾问：曹先擢、柳斌、胡明扬、傅永和、张清常、仲哲明
- 主编：李行健
- 副主编：刘钧杰、曹聪孙、赵丕杰、季恒铨、应雨田、谢自立

## 特点
“实用”、“规范”、“新颖”、“科学”是词典编写人员介绍的词典特点。在实际使用中，这部词典的确体现出了较强的规范性，即明确按照国家语言文学规范标准编写。在使用方面，词典提供了大量常见易混、易错用例的提示，以引导读者规范使用现代汉语。
词典的附录内容有汉语拼音方案、汉字笔画名称表、常见部首名称和笔顺、汉字笔顺规则、新旧字形对照表、第一批异形词整理表、文章中数字的一般用法、部分计量单位名称统一用字表、中国历史纪元表、中国500常用姓氏、标点符号主要用法简表。

## 争议
词典以“规范”命名这一点引起了一些争议，中国政协委员、中国社会科学院副院长、中国辞书学会会长，《现代汉语词典》第6版的主持修订人江蓝生發表文章《辞书慎用“规范”冠名》，并指出这部词典仅能在用字上规范而并不能规范词语的解释和词语的收录条件，还指出了这部辞典中一些其认为不规范之处。而这部词典编写组撰文进行了回应。